# Eleições gerais no Brasil em 1958
Em 3 de outubro de 1958 (sexta-feira) foram realizadas eleições gerais no Brasil onde foram renovados onze governos estaduais, um terço do Senado Federal, toda a Câmara dos Deputados e as Assembléias Legislativas.

## Governadores
Na relação abaixo foram destacados em negrito os governadores de estado eleitos em 1960 visto que a duração uniforme dos mandatos só ocorreu a partir de 1970.
| Estado | Estado              | Região | Governador                           | Partido | Vice-governador               |
| ------ | ------------------- | ------ | ------------------------------------ | ------- | ----------------------------- |
|        | Alagoas             | NE     | Luiz Cavalcante                      | UDN     | Teotônio Vilela               |
|        | Amazonas            | N      | Gilberto Mestrinho                   | PTB     |                               |
|        | Bahia               | NE     | Juracy Magalhães                     | UDN     | Orlando Moscoso               |
|        | Ceará               | NE     | José Parsifal Barroso                | PTB     | Wilson Gonçalves              |
|        | Espírito Santo      | SE     | Carlos Lindenberg                    | PSD     | Raul Giuberti                 |
|        | Goiás               | CO     | José Feliciano Ferreira Mauro Borges | PSD     | João d'Abreu Rezende Monteiro |
|        | Guanabara           | SE     | Carlos Lacerda                       | UDN     | Rafael de Almeida Magalhães   |
|        | Maranhão            | NE     | Newton Belo                          | PSD     | Alfredo Duailibe              |
|        | Mato Grosso         | CO     | Correia da Costa                     | UDN     | José Garcia Neto              |
|        | Minas Gerais        | SE     | Magalhães Pinto                      | UDN     | Clóvis Salgado                |
|        | Pará                | N      | Aurélio do Carmo                     | PSD     | Newton Miranda                |
|        | Paraíba             | NE     | Pedro Gondim                         | UDN     | André Gadelha                 |
|        | Paraná              | S      | Ney Braga                            | PDC     | Afonso Camargo                |
|        | Pernambuco          | NE     | Cid Sampaio                          | UDN     | Pelópidas Silveira            |
|        | Piauí               | NE     | Chagas Rodrigues                     | PTB     | Tibério Nunes                 |
|        | Rio de Janeiro      | SE     | Roberto Silveira                     | PTB     | Celso Peçanha                 |
|        | Rio Grande do Norte | NE     | Aluizio Alves                        | PSD     | Valfredo Gurgel               |
|        | Rio Grande do Sul   | S      | Leonel Brizola                       | PTB     |                               |
|        | Santa Catarina      | S      | Celso Ramos                          | PSD     | Doutel de Andrade             |
|        | São Paulo           | SE     | Carvalho Pinto                       | PDC     | Porfírio da Paz               |
|        | Sergipe             | NE     | Luís Garcia                          | UDN     | Dionísio Machado              |

## Senadores
Em 1960 o senador Taciano Melo foi escolhido conselheiro do Tribunal de Contas do Distrito Federal e renunciou ao mandato em janeiro de 1961 sendo marcada uma eleição suplementar para o mês de junho onde o ex-presidente Juscelino Kubitschek foi eleito senador por Goiás tendo José Feliciano Ferreira como suplente, embora este último tenha conquistado um mandato efetivo em 1962. Juscelino Kubitschek teve o mandato cassado e os direitos políticos suspensos por dez anos em 8 de junho de 1964. (cf. Almanaque Abril 1986, p. 110)
| Estado | Estado              | Região | Senador             | Partido | Suplentes              |
| ------ | ------------------- | ------ | ------------------- | ------- | ---------------------- |
|        | Alagoas             | NE     | Silvestre Péricles  | PST     | Nelson Tenório         |
|        | Amazonas            | N      | Vivaldo Lima Filho  | PTB     | Josué de Souza         |
|        | Bahia               | NE     | Otávio Mangabeira   | UDN     | Carvalho Filho         |
|        | Ceará               | NE     | Menezes Pimentel    | PTB     | Valdemar Alcântara     |
|        | Distrito Federal    | SE     | Afonso Arinos       | UDN     | Venâncio Igrejas       |
|        | Espírito Santo      | SE     | Jefferson de Aguiar | PSD     | Messias Chaves         |
|        | Goiás               | CO     | Taciano Melo        | PSD     | Sócrates Diniz         |
|        | Maranhão            | NE     | Eugênio de Barros   | PSD     | Públio de Melo         |
|        | Mato Grosso         | CO     | Correia da Costa    | UDN     | Paulino Lopes da Costa |
|        | Minas Gerais        | SE     | Milton Campos       | UDN     | José de Faria Tavares  |
|        | Pará                | N      | Alexandre Assunção  | PSP     | Martins Júnior         |
|        | Paraíba             | NE     | Rui Carneiro        | PSD     | Salviano Leite         |
|        | Paraná              | S      | Abilon Naves        | PTB     | Nelson Maculan         |
|        | Pernambuco          | NE     | Barros Carvalho     | PTB     | Antônio Baltar         |
|        | Piauí               | NE     | Joaquim Parente     | UDN     | José Vitorino Correia  |
|        | Rio de Janeiro      | SE     | Miguel Couto Filho  | PTB     | Bandeira Vaughan       |
|        | Rio Grande do Norte | NE     | Dix-Huit Rosado     | UDN     | José Bezerra de Araújo |
|        | Rio Grande do Sul   | S      | Guido Mondin        | PRP     | Geraldo Lindgren       |
|        | Santa Catarina      | S      | Irineu Bornhausen   | UDN     | Brasílio Celestino     |
|        | São Paulo           | SE     | Benedito Calazans   | UDN     | Francisco Glicério     |
|        | Sergipe             | NE     | Heribaldo Vieira    | UDN     | Albino Fonseca         |

## Deputados Federais
| Estado | Estado              | PSD | PTB | PSP | PSB | UDN | PST | PR | PDC | PRT | PRP | PL | PTN | Total |
| ------ | ------------------- | --- | --- | --- | --- | --- | --- | -- | --- | --- | --- | -- | --- | ----- |
|        | TF Acre             | 1   | 1   | 0   | 0   | 0   | 0   | 0  | 0   | 0   | 0   | 0  | 0   | 2     |
|        | Alagoas             | 2   | 2   | 2   | 1   | 2   | 0   | 0  | 0   | 0   | 0   | 0  | 0   | 9     |
|        | Amazonas            | 1   | 3   | 1   | 0   | 1   | 1   | 0  | 0   | 0   | 0   | 0  | 0   | 7     |
|        | TF Amapá            | 1   | 0   | 0   | 0   | 0   | 0   | 0  | 0   | 0   | 0   | 0  | 0   | 1     |
|        | Bahia               | 10  | 2   | 0   | 0   | 9   | 0   | 5  | 1   | 0   | 0   | 0  | 0   | 27    |
|        | Ceará               | 7   | 1   | 2   | 0   | 6   | 0   | 1  | 0   | 1   | 0   | 0  | 0   | 18    |
|        | Espírito Santo      | 3   | 2   | 0   | 0   | 1   | 0   | 0  | 0   | 0   | 1   | 0  | 0   | 7     |
|        | Distrito Federal    | 1   | 5   | 4   | 1   | 6   | 0   | 0  | 0   | 0   | 0   | 0  | 0   | 17    |
|        | Goiás               | 5   | 1   | 1   | 0   | 1   | 0   | 0  | 0   | 0   | 0   | 0  | 0   | 8     |
|        | Maranhão            | 6   | 0   | 2   | 0   | 2   | 0   | 0  | 0   | 0   | 0   | 0  | 0   | 10    |
|        | Minas Gerais        | 18  | 5   | 0   | 0   | 8   | 0   | 8  | 0   | 0   | 0   | 0  | 0   | 39    |
|        | Mato Grosso         | 3   | 1   | 0   | 0   | 3   | 0   | 0  | 0   | 0   | 0   | 0  | 0   | 7     |
|        | Pará                | 4   | 0   | 2   | 0   | 3   | 0   | 0  | 0   | 0   | 0   | 0  | 0   | 9     |
|        | Paraíba             | 5   | 0   | 2   | 0   | 4   | 0   | 0  | 0   | 0   | 0   | 0  | 0   | 11    |
|        | Pernambuco          | 10  | 5   | 1   | 0   | 4   | 0   | 0  | 1   | 0   | 0   | 1  | 0   | 22    |
|        | Piauí               | 2   | 2   | 1   | 0   | 2   | 0   | 0  | 0   | 0   | 0   | 0  | 0   | 7     |
|        | Paraná              | 4   | 6   | 0   | 0   | 2   | 0   | 0  | 1   | 0   | 1   | 0  | 0   | 14    |
|        | TF Rio Branco       | 1   | 0   | 0   | 0   | 0   | 0   | 0  | 0   | 0   | 0   | 0  | 0   | 1     |
|        | Rio de Janeiro      | 6   | 5   | 1   | 1   | 4   | 0   | 0  | 0   | 0   | 0   | 0  | 0   | 17    |
|        | Rio Grande do Norte | 4   | 0   | 0   | 0   | 3   | 0   | 0  | 0   | 0   | 0   | 0  | 0   | 7     |
|        | TF Rondônia         | 0   | 1   | 0   | 0   | 0   | 0   | 0  | 0   | 0   | 0   | 0  | 0   | 1     |
|        | Rio Grande do Sul   | 7   | 14  | 0   | 0   | 0   | 0   | 0  | 0   | 0   | 1   | 2  | 0   | 24    |
|        | Santa Catarina      | 5   | 1   | 0   | 0   | 4   | 0   | 0  | 0   | 0   | 0   | 0  | 0   | 10    |
|        | Sergipe             | 2   | 0   | 0   | 0   | 4   | 0   | 1  | 0   | 0   | 0   | 0  | 0   | 7     |
|        | São Paulo           | 11  | 5   | 6   | 4   | 4   | 1   | 1  | 4   | 1   | 0   | 0  | 7   | 44    |
| Total  | Total               | 119 | 62  | 25  | 7   | 73  | 2   | 16 | 7   | 2   | 3   | 3  | 7   | 326   |